# یاتاقان

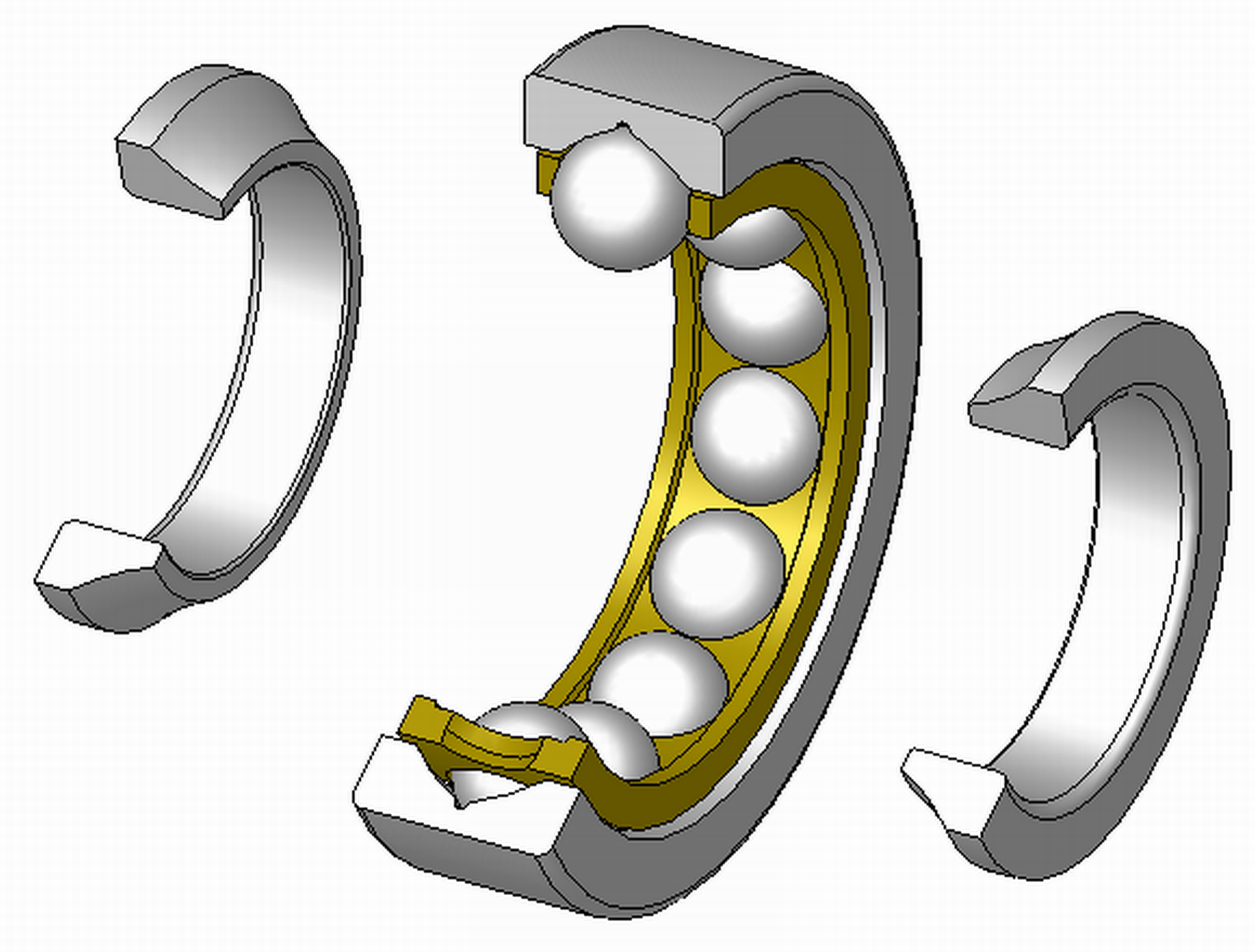
نمونه‌ای از یاتاقان ساچمه‌ای یا بلبرینگ در نمای برش‌خورده

یاتاقان (به انگلیسی: bearing) وسیله‌ای است که اجازهٔ یک حرکت نسبیِ مشخص بین دو قطعه یا بیشتر را می‌دهد که به‌طور نمونه به صورت چرخش یا حرکت خطی است. یاتاقان واژه‌ای ترکی «چیزی که میتوان روش خوابید» هست. یاتاقان‌ها را می‌توان به صورت گسترده‌ای بر طبق حرکت یا براساس اصول کاریشان و همچنین جهت بارهای اعمالی که می‌توانند تحمل کنند، طبقه‌بندی کرد.

## تاریخچه و تکامل

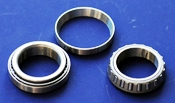
یاتاقان غلطکی مخروطی یا رولربرینگ مخروطی

یک نوع متقدم از یاتاقان‌های خطی از سه بدنه استفاده می‌کند که بر روی هم و در زیر قلم‌بند قرار دارند. گرچه هیچ مدرک قاطعی وجود ندارد اما این فناوری ممکن است به قدمت ساخت هرم گیزا باشد. یاتاقان‌های خطی مدرن از اصول مشابهی استفاده می‌کنند با این تفاوت که بعضی مواقع از ساچمه به جای غلتک استفاده می‌شود.
اجزای نخستین ساچمه‌های ساده و غلتکی، چوب بوده است اما سرامیک، یاقوت کبود و شیشه نیز کاربرد داشتند. آهن، برنز، بابیت و فولادهای دیگر، سرامیک‌ها و پلاستیک (برای مثال نایلون، پلی‌اکسی‌متیلن، تفلون و UHMWPE) همگی امروز معمولند. یک ساعت جیبی مرصع برای کاهش اصطکاک از سنگ‌ها استفاده می‌کند و با این کار اجازه می‌دهد که زمان دقیق‌تر نگه داشته‌شود. حتی مواد قدیمی هم می‌توانند دوام خوبی داشته باشند. برای مثال، امروزه هنوز هم می‌توان یاتاقان‌های چوبی را در آسیاب‌های آبی قدیمی دید که آب، سرد و روانکاری‌اش را تأمین می‌کند.
یاتاقان‌های چرخشی برای بسیاری از کاربردها مورد نیازند، از کاربردهای سنگین در محور چرخ‌ها و شفت‌های ماشینها گرفته تا قسمت‌های دقیق ساعت‌ها. ساده‌ترین یاتاقان چرخشی یاتاقان بوش است که فقط یک سیلندر است که بین چرخ و محورش وارد می‌شود، این ساختار به‌وسیله یاتاقان غلتشی ادامه پیدا کرد که در آن بوش به‌وسیله تعدادی غلتک سیلندری جایگزین شد. هر غلتک به عنوان یک چرخ جدا رفتار می‌کند.
اولین یاتاقان غلتکی اتاق‌دار عملی در اواسط دهه ۱۷۴۰ میلادی به‌وسیله جان هریسون که ساعت‌ساز بود ابداع شد. این وسیله از یاتاقان برای یک حرکت نوسانی بسیار محدود استفاده می‌کرد ولی او همچنین در همان زمان از یک یاتاقان مشابه در یک وسیله واقعاً دوار در یک ساعت معمولی نیز استفاده کرد.

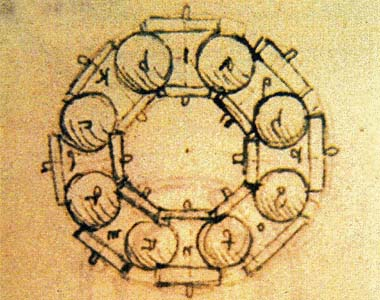
نقاشی لئوناردو دا وینچی (۱۴۵۲–۱۵۱۹) مطالعه بر روی یک بلبرینگ

یک مثال قدیمی از بلبرینگ چوبی که یک میز چرخنده را پشتیبانی می‌کرد، از کشتی رومی نمی در دریاچه نمی به جا مانده است. خرابی کشتی به ۴۰ سال قبل از میلاد برمی گردد. گفته می‌شود لئوناردو دا وینچی یک نوع یاتاقان ساچمه‌ای را در حدود سال ۱۵۰۰ شرح داده است. مسئله‌ای در ارتباط با بلبرینگ‌ها، مالش ساچمه‌ها در مقابل یک دیگر است که موجب اصطکاک مضاعف می‌شود. اما مالش می‌تواند به‌وسیله محبوس کردن ساچمه‌ها درون یک قفس جلوگیری شود. یاتاقان غلتشی اتاق‌دار در اصل به‌وسیله گالیله در قرن هفدهم شرح داده شد. قرار دادن یاتاقان‌ها در یک ردیف تا سال‌های زیاد بعد از آن انجام نشد. اولین امتیاز حق ثبت کاسه ساچمه متعلق به فیلیپ وگان از کارمارتن در ۱۷۹۴ بود.
ایده فردریش فیشر در سال ۱۸۸۳ برای فرزکاری و سنگ زدن ساچمه‌ها در اندازه‌ها و گردی یکسان به کمک وسیله‌ای با ماشین تولید مناسب، اساس خلق یک صنعت مستقل بلبرینگ‌سازی را ایجاد داد.
یک حق امتیازی که به عنوان اولین حق امتیاز گزارش شده است، به یک تعمیرکار دوچرخه پاریسی در اوت ۱۸۶۹ رسید. این یاتاقان‌ها سپس در دوچرخه‌ای که به‌وسیله جیمز مور در اولین دوره مسابقات جهانی دوچرخه‌سواری در جاده پاریس-روان در نوامبر ۱۸۶۹ به مقام قهرمانی رسید، گنجانده‌شد.
طراحی مدرن یاتاقان خودتنظیم به اسون وینگوئیست از شرکت تولیدکننده بلبرینگ اس‌کی‌اف در سال ۱۹۰۷ مربوط می‌شد.

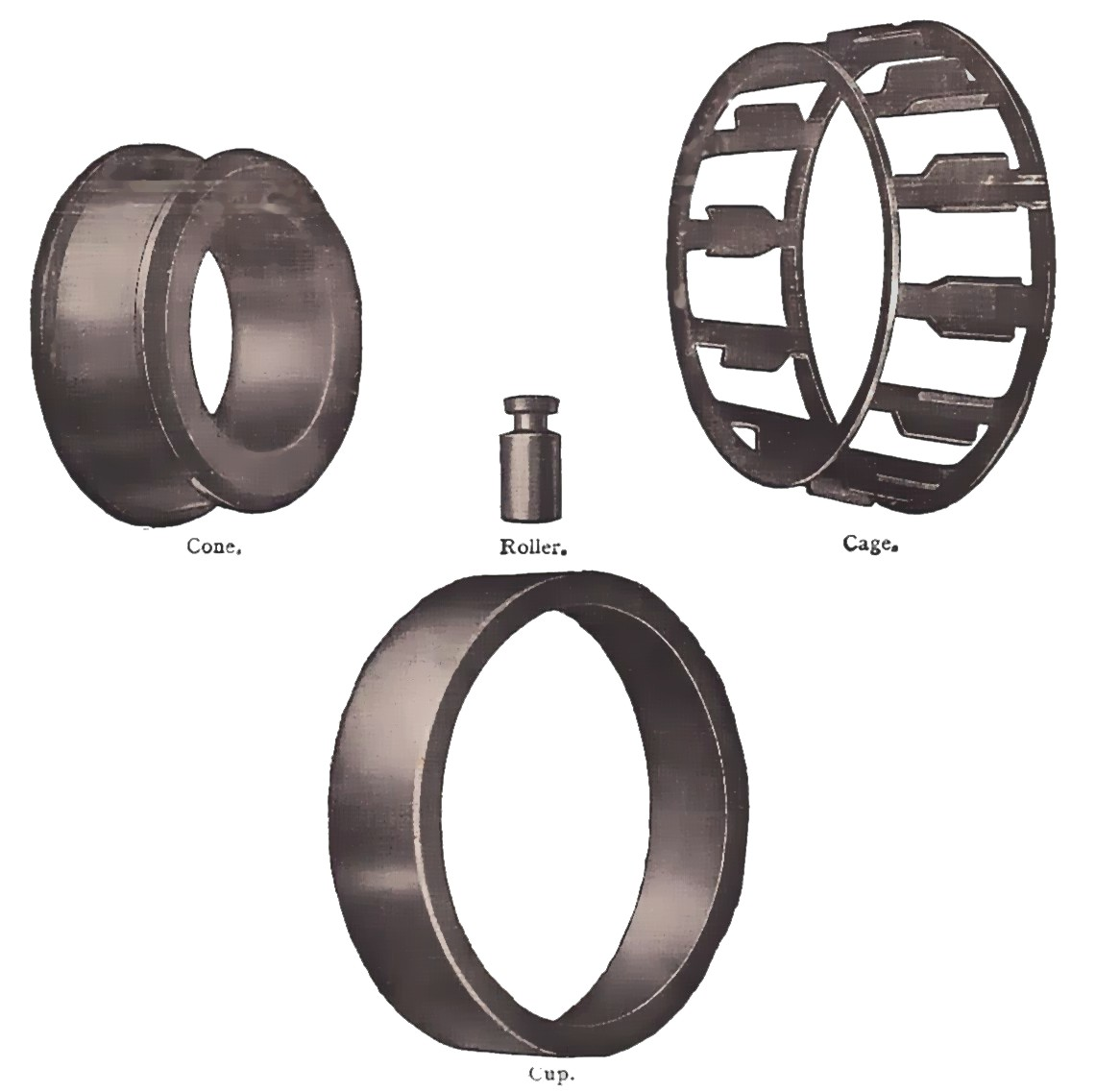
اولین یاتاقان غلتکی مخروطی با غلتک بریده

هنری تیمکن، یک رویاگرا و مبتکر در صنعت حمل و نقل در قرن ۱۹، امتیاز یاتاقان با غلتک مخروطی را در ۱۸۹۸ به ثبت رساند. سال بعد، او یک شرکت تأسیس کرد تا ابداعش را به تولید برساند. در طول یک سده، شرکت آنقدر رشد کرد که یاتاقان‌ها را از همه نوعی درست می‌کرد، به‌خصوص فولاد و ارائه محصولات و خدمات مربوطه‌اش.
اریش فرانکه در سال ۱۹۳۴ بلبرینگ کاسه سیمی را اختراع و به ثبت رساند. توجه او در طراحی یاتاقان بر کوچک بودن سطح مقطع تا حداقل مقدار ممکن بود که بتواند در یک طراحی بسته جمع بشود. بعد از جنگ جهانی دوم او به همراه گرهارد هیدریچ، شرکت فرانک و گرهارد را تأسیس کرد تا به تولید و بسط بلبرینگ کاسه سیمی سرعت ببخشد.
شرکت تیمکن، شرکت اس‌کی‌اف، گروه شافلر (خصوصی)، شرکت ان‌اس‌کی، و شرکت یاتاقان‌سازی ان‌تی‌ان در حال حاضر بزرگ‌ترین تولیدکنندگان یاتاقان در جهانند.
امروزه، یاتاقان‌ها در کاربردهای متنوعی به کار می‌روند. یاتاقان‌های فوق سریع در قطعات دستی دندانپزشکی به کار می‌رود، یاتاقان‌های هوافضایی در مریخ‌نورد به کار رفته‌اند و یاتاقان‌های خمشی در سیستم‌های همتراز نوری استفاده شده‌اند.

## چگونگی کاهش اصطکاک
یاتاقان‌های ساده به طرز گسترده‌ای استفاده می‌شوند و از سطوح برای تماس سایشی استفاده می‌کنند.
به‌خصوص با وجود روان‌کاری، آن‌ها معمولاً عمر و اصطکاک کاملاً قابل قبولی می‌دهند.
از سوی دیگر، یاتاقان‌های با اصطکاک کم معمولاً به خاطر راندمان‌شان، کاهش فرسایش و استفاده گسترده در سرعت‌های بالا را تسهیل می‌کنند، دارای اهمیت‌اند. اصولاً یک یاتاقان می‌تواند اصطکاک را با امتیاز شکلش، با موادش یا با معرفی و داشتن یک سیال بین سطوح یا جدا کردن سطوح با یک میدان الکترومغناطیسی، کاهش دهد.

### با کمک شکل
معمولاً مزایایش را با استفاده از غلتک‌ها یا کره‌ها یا با شکل‌دادن یاتاقان‌های خمشی حاصل می‌کند.

### با کمک مواد
با بهره‌گیری از طبیعت موادی که یاتاقان‌ها را تشکیل می‌دهند. (یک مثال می‌تواند استفاده از پلاستیک باشد که اصطکاک سطحی کمی دارد)

### به کمک یک سیال
با بهره بردن از ویسکوزیته کم یک لایه سیال مانند یک روانساز یا یک واسطه فشرده شده که از برخورد دو سطح جلوگیری کند؛ یا با کاهش نیروی عمودی بین آن‌ها.

### به کمک میدان‌ها
با استفاده از میدان‌های الکترومغناطیسی، مانند میدان مغناطیسی، تا از برخورد سطوح جامد جلوگیری کند.
حتی می‌توان از ترکیبی از این‌ها در یک یاتاقان بهره برد. مثال این قسمت برای زمانی است که یک اتاقک از پلاستیک ساخته شده باشد و بین توپ‌ها (غلتک‌ها) که با شکل‌شان اصطکاک را کم می‌کنند، فاصله ایجاد کند و تکمیل‌شان کند.

## انواع
حداقل شش نوع معمول وجود دارد:

انیمیشن بلبرینگ (تصویر ایده‌آل بدون قفس) Nتوجه داشته باشید که نقطه‌های قرمز در هر ۱/۵ با هم مواجه می‌شوند.

- یاتاقان ساده که معمولاً بوش، یاتاقان‌های سرمحور، یاتاقان بوش، یاتاقان‌های خان‌دار، یا یاتاقان‌های ساده نامیده می‌شوند.
- یاتاقان غلتشی مانند یاتاقان‌های ساچمه‌ای (بلبرینگ‌ها) و یاتاقان‌های غلتکی (رولربرینگ‌ها).
- یاتاقان مرصع که نیروها در آن به‌وسیله پیچیدن جزئی خارج از مرکز محور، تحمل می‌شود.
- یاتاقان لغزشی که در آن نیروها توسط یک سیال یا گاز تحمل می‌شوند.
- یاتاقان مغناطیسی که در آن نیرو با کمک یک میدان مغناطیسی تحمل می‌شود.
- یاتاقان خمشی که در آن حرکت با المان نیرویی که خم می‌شود، تأمین می‌شود.

## حرکت‌ها
حرکت‌های معمولی که یاتاقان‌ها اجازه آن را می‌دهند عبارتند از:
- چرخش محوری؛ مانند چرخش میله محور.
- حرکت خطی؛ مانند کشو.
- حرکت کروی؛ مانند لولای کاسه ساچمه‌ای.
- حرکت مفصلی؛ مانند درها.

## نیروها
یاتاقان‌ها تنوع گسترده‌ای در اندازه و جهتی که می‌توانند تحمل کنند دارند.
نیروها می‌توانند به صورت نیروی غالب شعاعی، محوری (یاتاقان کف‌گرد) یا ممان عمود بر محور اصلی یا افقی باشند.

## سرعت‌ها
انواع مختلف یاتاقان‌ها، محدودیت‌های سرعت عملکردی متفاوتی دارند. سرعت به‌طور نمونه به عنوان حداکثر سرعت سطحی نسبی تعریف می‌شود که واحدش اغلب ft/s یا m/s می‌باشد. یاتاقان‌های چرخشی به عنوان نمونه، عملکرد را به صورت DN توصیف می‌کنند که D قطر (اغلب به mm) یاتاقان و N سرعت چرخش با واحد دور بر دقیقه است.
عموماً سرعت عملکرد یاتاقان‌ها در بازه قابل توجهی با هم تداخل دارد. به عنوان نمونه یاتاقان‌های ساده در سرعت‌های پایین کارایی دارند. یاتاقان‌های غلتشی سریعتر هستند، به دنبال آن یاتاقان‌های لغزشی و سرانجام یاتاقان‌های مغناطیسی قرار دارند که در نهایت به‌وسیله نیروی مرکزگرا و با غلبه بر مقاومت مواد، محدود می‌شوند.

## لقی و الاستیسیته
بعضی کاربردها نیروهای یاتاقان‌ها را در جهات متنوعی به کار می‌برد و تنها لقی یا شیب محدودی را به عنوان نیروی متغیر اعمالی می‌پذیرد. یکی از منابع حرکت در یاتاقان‌ها، فواصل یا لقی‌هاست. برای مثال یک شفت ۱۰ میلی‌متری در یک سوراخ ۱۲ میلی‌متری، ۲ میلی‌متر لقی دارد. منبع دوم حرکت، الاستیسیته در خود یاتاقان‌هاست. برای مثال ساچمه‌ها در یاتاقان‌های ساچمه‌ای (بلبرینگ‌ها) مانند یک لاستیک سفت می‌ماند و تحت بار، از دایره به یک شکل جزئی مسطح تبدیل می‌شود. کاسه بلبرینگ نیز الاستیک است و یک فرورفتگی را در محلی که ساچمه‌ها بر روی آن فشار می‌آورند ایجاد می‌کند.

## عمر
یاتاقان‌های مغناطیسی و لغزشی می‌توانند به صورت بالقوه عمر نامحدود بدهند.
عمر یاتاقان‌های غلتشی آماری است اما به‌وسیله بار، دما، نگهداری و تعمیر، ارتعاش، روانکاری و سایر فاکتورها تعیین می‌شود.
برای یاتاقان‌های ساده بعضی از مواد عمر بیشتری نسبت به بقیه می‌دهند. بعضی از ساعت‌های جان هریسون هنوز هم بعد از صدها سال کار می‌کنند چرا که از چوب پاک‌چوبه در ساختشان استفاده شده است. درحالی‌که ساعت‌های فلزی‌اش با توجه به فرسودگی بالقوه‌شان به ندرت کار کردند.

## تعمیر و نگهداری
یاتاقان‌های بسیاری احتیاج به تعمیرات دوره‌ای دارند تا از خرابی پیش از موعد جلوگیری شود. گرچه بعضی از آن‌ها نظیر یاتاقان‌های لغزشی یا مغناطیسی ممکن است احتیاج به نگهداری کمتری داشته‌باشند.
بیشتر یاتاقان‌ها در عملکرد در دورهای بالا نیازمند روانکاری و تمیزکاری دوره‌ای هستند و ممکن است احتیاج به تنظیمات مجدد داشته‌باشند تا اثر فرسایش را به حداقل برسانند.

## گونه‌های یاتاقان
| نوع                | توصیف                                                                           | سختی                                                                 | سرعت                                                 | عمر | نکات |
| ------------------ | ------------------------------------------------------------------------------- | -------------------------------------------------------------------- | ---------------------------------------------------- | --- | --- |
| یاتاقان ساده (بوش) | استفاده از روانکار بین دو سطح متحرک و ثابت                                      | خوب، در صورتی که میزان ساییدگی کم باشد. مقداری لقی معمولاً وجود دارد. | کم/ متوسط (غالباً نیاز به خنک‌کاری دارد)               | متوسط (بسته به نوع روانکار)                                                                                       | ساده‌ترین نوع یاتاقان، استفاده وسیع از آن، اصطکاک نسبتاً زیاد                                               |
| یاتاقان غلتشی      | به‌کارگیری ساچمه یا غلتک برای کاهش اصطکاک                                        | خوب، وجود اندکی لقی                                                  | متوسط−زیاد (غالباً نیاز به خنک‌کاری دارد)              | متوسط (بسته به نوع روانکار، غالباً نیاز به تعمیر و مراقبت دارد)                                                    | مورد استفاده برای بارهای بیشتر و اصطکاک کمتر نسبت به یاتاقان ساده                                         |
| یاتاقان مرصع       | یاتاقان حول نقطه‌ای خارج از مرکز بر روی نشیمنگاه می‌گردد.                         | کم به علت انعطاف‌پذیری                                                | کم                                                   | خوب، نیاز به تمیزکاری و روانکاری دارد.                                                                            | عمدتا برای سرعت‌های کم و دقت‌های بالا مانند ساعت استفاده می‌شود.                                             |
| یاتاقان لغزشی      | محور درون یک سیال می‌گردد.                                                       | خیلی زیاد                                                            | خیلی زیاد، محدودیت سرعت معمولاً ناشی از نشت‌بندها است. | می‌توان عمر این نوع یاتاقان را بی‌نهایت دانست؛ گاهی هنگام آغاز به کار و خاموش کردن دستگاه اندکی فرسایش ایجاد می‌شود. | غبار و سنگریزه می‌توانند باعث خرابی این نوع یاتاقان گردند. در استفاده پیوسته نیاز به عملیات نگهداری ندارد. |
| یاتاقان مغناطیسی   | دو سطح توسط مغناطیس (الکترومغناطیس یا جریان گردابی) از هم جدا نگه داشته می‌شوند. | کم                                                                   | بی‌نهایت                                              | بی‌نهایت | مصرف انرژی بالا، عدم نیاز به نگهداری.                                                                     |
| یاتاقان خمشی       | حرکت با تغییر شکل در ماده پدید می‌آید.                                           | کم                                                                   | خیلی زیاد                                            | خیلی زیاد یا کم، بستگی به کاربرد دارد.                                                                            | دامنه حرکتی محدود                                                                                         |

## یاتاقان‌های دیگر
- یاتاقان ساچمه‌ای یا بلبرینگ (به انگلیسی: Ball Bearing)
- یاتاقان کف‌گرد یا یاتاقان محوری (به انگلیسی: Thrust Bearing)
- یاتاقان هادی (به انگلیسی: Guide Bearing)

## وجه تسمیه
یاتاقان وام‌واژه‌ای ترکی است.